# Miquel Bassols i Gelabert
Miquel Bassols i Gelabert (1743 – 1810), organista, mestre de capella i compositor, conegut per la seva participació a la basílica de Santa Maria de Mataró.

## Biografia
Miquel Bassols i Gelabert (1743 – 1810) nasqué a Mataró, fill d'un passamaner provinent de Castelló d'Empúries. Havia estat escolà d'orgue a Banyoles (1775) i organista de la Selva de Mar.
Va ser anomenat mestre de capella de la Basílica de Santa Maria de Mataró, Barcelona el 25 de gener de 1799, coincidint amb la reforma de mesures i normes per al govern de la pròpia institució, on va substituir a Jaume Arau.
El seu caràcter controvertit provocà diversos enfrontaments amb l'organista i els músics, fet que va provocar que el 15 d'octubre de 1792, es signés una nova concòrdia en la que s'afegiren dues noves places de xantre als efectius de la pròpia capella. Així mateix, Miquel Bassols defensava que els cantors naturals de Mataró poguessin accedir a les cinc places de la cantoria de la parroquial a fi de dur a terme "l'ofici de chantre”.
A partir de l'any 1807 ja no es tenen més notícies de la seva aportació com a mestre de la capella anteriorment anomenada.

## Estil
L'estil de les seves obres és de caràcter classicista. Veiem que la seva escriptura coral es veu fonamentada pels moviments harmònics de les diferents veus, amb un escàs interès melòdic i repeticions recurrents dels inicis de les seves obres.
Observem que en ocasions l'orquestra que acompanya les obres exposa noves idees musicals, però posteriorment no les aprofita en cap desenvolupament.

## Obres
- Magnificat / à 6 voces y acompañamto al / Órgano / Del Mtro Basols Pbro, en / 1801
- Responsoria Confessorum / non Pontificum. Sint lumbi vestri / à 3 ÿ a 7 voces 1796 / de Bassols Pbro y Mtro de Capilla
- Responsorios / para los Maytines de las / S.s. Juliana y Semproniana / â 4 y â 8 voces, / con acompañamiento de / Violines, Oboeses, Trompas, Contrabajo y Buksen. / Su autor el Rdo D. Miguel Bassols Pbro y / Maestro de Capilla de la presente ciudad en el año / 1804 / Copiados de nuevo por disposicion del Rdo. D. / Jayme Roure Pbro y Maestro de / Capilla de la misma en el / año / 1840
- Rosario / à 4º voces, Viols, trompas y Acompto. / De Basols Pbro
- Rosario / dedicado â la Virgen N. S. de los / Dolores. / Compuesto por el Rdo D Miguel Bassols Pbro / 1803.[5]